# 笛吹街道
笛吹街道（ふえふきかいどう）は、岩手県遠野市と同県上閉伊郡大槌町を結ぶ街道。通称青ノ木通り（あおのきとおり）。

## 概要
藩政時代、陸奥国閉伊郡横田村から青笹を経て笛吹峠を越え、大口・能舟木・中村を経て橋野・栗林・鵜住居を通って大槌、釜石に至る街道。

## 宿場・伝馬継所
- 遠野宿（岩手県遠野市）
- 大槌宿（ 同県 閉伊郡大槌町）

## 峠
- 笛吹峠